# Ed Sheeran
Ed Sheeran, właśc. Edward Christopher Sheeran (ur. 17 lutego 1991 w Halifaksie) – brytyjski piosenkarz, autor tekstów, gitarzysta, producent muzyczny i aktor, wykonujący muzykę z pogranicza popu, rocka, folku i hip-hopu.

## Życiorys

### Wczesne lata
Urodził się w Halifaksie, handlowym mieście w Calderdale w West Yorkshire, jako drugi syn kustosza artystycznego i wykładowcy Johna oraz projektantki biżuterii Imogen. Jego starszy brat Matthew jest kompozytorem muzyki klasycznej. Ich dziadkowie ze strony ojca są Irlandczykami – dziadek William był protestantem, a babcia Anne – katoliczką.
Jako dziecko wraz z rodziną przeprowadził się do Framlingham w Suffolk. Często podróżował z rodzicami po Londynie, gdzie pracowali we własnej firmie Sheeran Lock, zajmującej się doradztwem artystycznym. Jako dziecko słuchał muzyki artystów, takich jak m.in. Bob Dylan i Eric Clapton, zaś pierwszą płytą studyjną, jakiej przesłuchał, była album Irish Heartbeat Van Morrisona.
W wieku czterech lat Sheeran zaczął śpiewać w lokalnym chórze kościelnym. W młodym wieku nauczył się grać na gitarze. Mając jedenaście lat, razem z ojcem poszedł na koncert Damiena Rice’a w Irlandii, który zainspirował go do dalszego tworzenia muzyki. Swoje pierwsze teksty piosenek zaczął pisać w trakcie nauki w Liceum im. Thomasa Millsa we Framlingham.
Jako nastolatek uczęszczał do Państwowego Teatru Młodzieżowego w Londynie.

### Kariera

#### Początki
W 2005 nagrywał swoje pierwsze utwory, trzy lata później przeniósł się do Londynu, by móc dalej rozwijać karierę muzyczną. W tym czasie wydał trzy EP-ki: The Orange Room, Ed Sheeran i Want Some?. W 2009 zagrał 312 koncertów, chcąc pobić wynik 200 koncertów Jamesa Morrisona. W tym samym roku ukazał się jego kolejny minialbum, zatytułowany You Need Me.
W 2010 nagrał trzy nowe minikrążki: Loose Change, Songs I Wrote with Amy oraz Live at the Bedford. Na początku 2011 wydał ósmą EP-kę zatytułowaną No. 5 Collaborations Project, która zdobyła uwagę szerszej publiczności. Trzy miesiące później Sheeran podpisał kontrakt z wytwórnią Asylum/Atlantic Records, pod szyldem której ukazały się jego kolejne EP-ki: One Take EP, iTunes Festival: London 2011 Performance EP, Thank You EP, The Slumdon Bridge (nagrana we współpracy z Yelawolfem) i iTunes Festival: London 2012 Performance EP.

#### 2011–2013:+

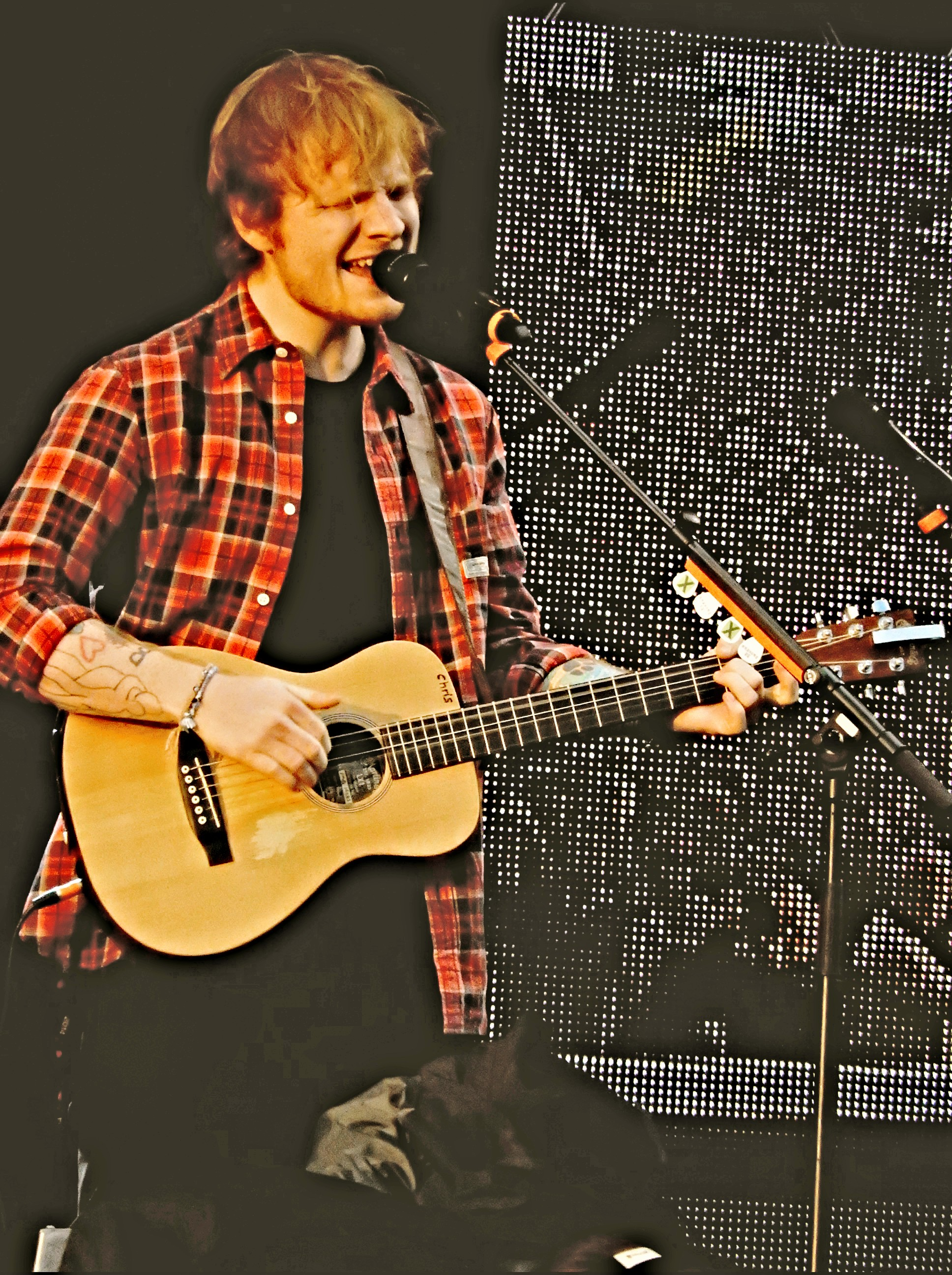
Ed Sheeran podczas występu na V Festival, sierpień 2014

W czerwcu 2011 wydał swój pierwszy singiel „The A Team”, który zadebiutował na trzecim miejscu brytyjskiej listy przebojów. Na fali sukcesów singli „The A Team” i „Lego House” jego debiutancki album, zatytułowany +, uzyskał w kraju status czterokrotnej platynowej płyty, rozchodząc się w ponad 1,2 miliona egzemplarzy.
W 2012 Sheeran zdobył dwie nagrody Brit Awards w kategoriach „Najlepszy artysta” oraz „Najlepszy przełomowy wykonawca”, a za utwór „The A Team” otrzymał nagrodę Ivor Novello Awards. 29 października 2012 premierę miała piosenka „Little Things” brytyjsko-irlandzkiego boysbandu One Direction, którą Sheeran napisał w wieku 16 lat. Wcześniej stworzył też utwory „Moments” i „Over Again”, które także znalazły się w repertuarze zespołu. 13 marca 2013 piosenkarz wyruszył wraz z Taylor Swift w jej trasę koncertową promującą płytę pt. Red.

#### 2014–2015:x
W 2013 nagrał i wydał piosenkę „I See Fire”, która została napisana i nagrana w celu promocji filmu Hobbit: Pustkowie Smauga. W 2014 wydał swój drugi album studyjny, zatytułowany X, na którym znalazło się dwanaście utworów, w tym single „Sing”, „Don’t” i „Thinking Out Loud”. Rozszerzona wersja płyty została wzbogacona o pięć nowych piosenek, m.in. o singiel „I See Fire”. W sierpniu Sheeran wyruszył w trasę koncertową promującą płytę.

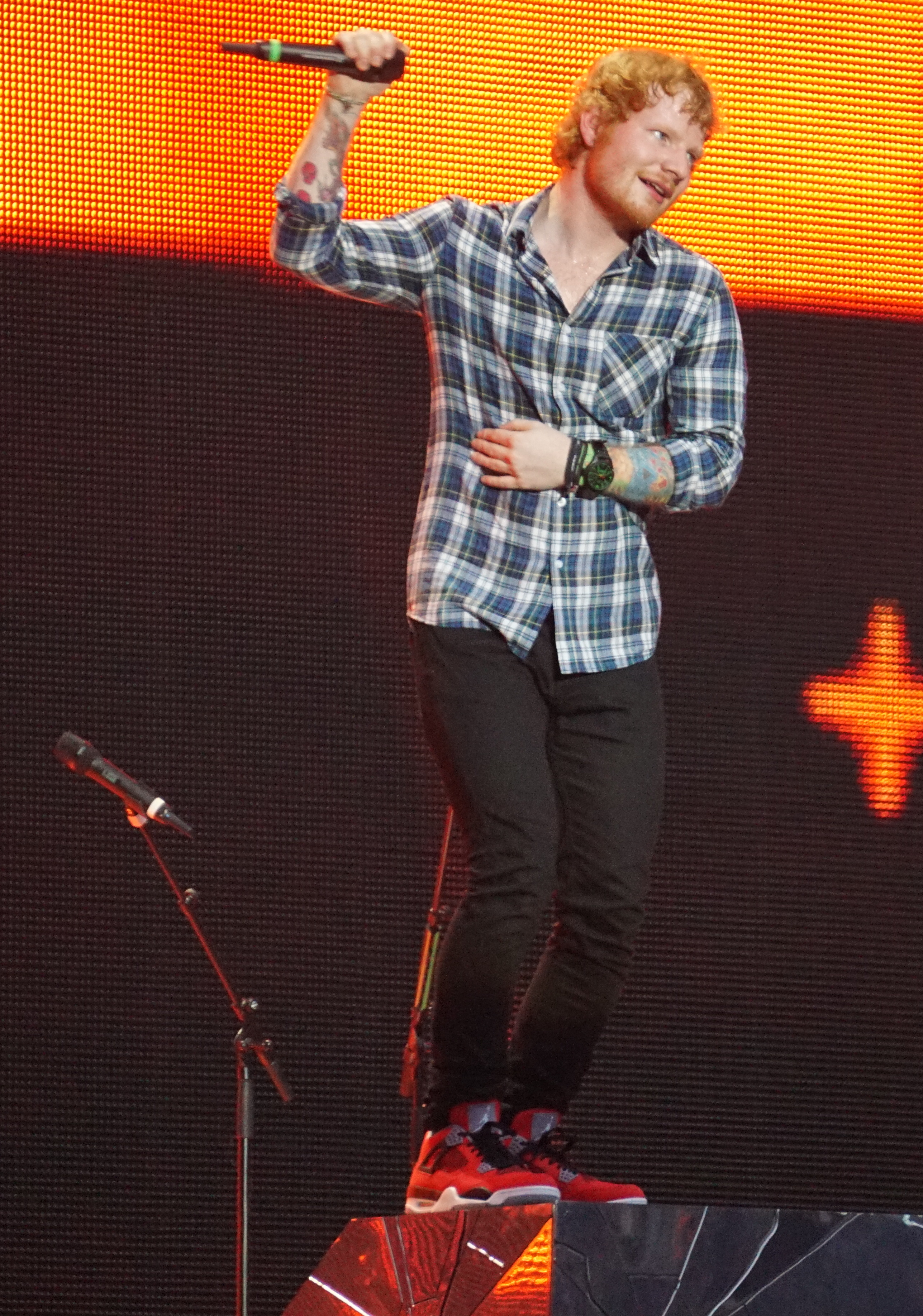
Ed Sheeran, 2015

W styczniu 2015 zdobył nominację do Nagród Brytyjskiego Rynku Fonograficznego w czterech kategoriach: Teledysk roku brytyjskiego wykonawcy i Brytyjski singiel roku (za utwór „Thinking Out Loud”), a także Brytyjski album roku według MasterCard (za płytę X) i Brytyjski artysta roku, za wygraną w których ostatecznie otrzymał dwie statuetki. Oprócz tego, podczas gali, zorganizowanej 25 lutego w O2 Arena, zaśpiewał utwór „Bloodstream”. Również w lutym 2015 roku artysta wystąpił po raz pierwszy w Polsce na warszawskim Torwarze.
21 maja odebrał Ivor Novello Award za wygraną w kategorii autor piosenek roku. Pod koniec czerwca został współprowadzącym gali wręczenia Much Music Video Awards organizowanej w Toronto. Podczas gali zaśpiewał piosenki „Thinking Out Loud” i „Photograph”, a także zdobył dwie statuetki za wygraną w kategoriach Najlepszy międzynarodowy artysta oraz Międzynarodowy artysta lub zespół wzbudzający największe zainteresowanie. W tym samym miesiącu wystąpił w Kansas City na otwarciu koncertu zespołu The Rolling Stones w ramach ich trasy koncertowej zatytułowanej Zip Code Tour. Od 10 do 12 lipca zagrał wyprzedane koncerty na londyńskim Stadionie w Wembley. 16 sierpnia stacja NBC wyemitowała relację dokumentalną z widowiska zatytułowaną Ed Sheeran – Live at Wembley Stadium, która zawierała także zakulisowe ujęcia.
We wrześniu Sheeran wystąpił podczas ekologicznego Festiwalu Globalnych Obywateli organizowanego w Nowym Jorku. Pod koniec października został jednym z prowadzących 22. galę wręczenia Europejskiej Nagrody Muzycznej MTV odbywającej się w Mediolanie. Podczas ceremonii odebrał statuetki za wygraną w kategoriach: Najlepszy występ na żywo oraz Najlepsza prezentacja sceniczna.

#### Od 2016:Bridget Jones 3i÷
13 grudnia 2015 opublikował na Facebooku oświadczenie, w którym ogłosił przerwę od mediów społecznościowych. Zapowiedział przy okazji pracę nad trzecim albumem studyjnym. 16 lutego 2016 zdobył dwie nagrody Grammy: w kategorii „Piosenka roku” oraz „Najlepszy popowy występ solowy”. 15 września tego samego roku do kin trafił film Bridget Jones 3, w którym Sheeran występuje epizodycznie, grając samego siebie.
5 stycznia 2017 pojawiły się dwie nowe piosenki, promujące trzecią płytę: „Castle on the Hill” i „Shape of You”. 17 lutego 2017 pojawiła się kolejna: „How Would You Feel? (Paean)”. Trzeci album studyjny, zatytułowany ÷, trafił do sprzedaży 3 marca. Film dokumentalny ukazujący kulisy pisania albumu ÷ pt. „Songwriter” miał premierę 23 lutego 2018 roku na Międzynarodowym Festiwalu Filmowego w Berlinie (Berlinale). Do Apple Music film trafił zaś 28 sierpnia 2018 roku. Film jest debiutem reżyserskim kuzyna Eda Sheerana – Murraya Cummingsa.
W lipcu 2019 roku wydał czwarty studyjny album No 6. Collaborations Project.
24 grudnia 2019 roku opublikował oświadczenie, w którym oznajmił, iż robi kolejną przerwę w karierze.

#### Od 2021: = i -
25 czerwca 2021 roku wydał pierwszy singiel promujący nowy album zatytułowany "=". Kolejnymi singlami zostały piosenki „Shivers” oraz „Overpass Graffiti”.
Album "=" (czyt. Equals) został wydany 29 października 2021 roku jako jego piąty album studyjny. 
3 grudnia 2021 wraz z Eltonem Johnem wydał piosenkę Merry Christmas, z której dochód ma zostać przeznaczony po połowie na fundację Eda, zapewniającą dotacje młodym muzykom w jego rodzinnym mieście w Suffolk oraz na organizację charytatywną Eltona zajmującą się AIDS.
W marcu 2022 wypuścił dwa single ze współpracą z J Balvin zatytułowane "Sigue" oraz "Forever My Love".
1 marca 2023 roku za pośrednictwem portali społecznościowych Ed Sheeran ogłosił tytuł nowego albumu "-" (czyt. z ang. Subtract), listę utworów i datę premiery. Tym samym, zapowiedział europejską trasę koncertową od 23 marca do 2 kwietnia.
5 maja 2023 roku Ed wydał swój szósty album "-" (czyt. z ang. Subtract). Album jest uzupełnieniem poprzednich albumów i zarazem jest ostatnim o tematyce matematycznej. Album otrzymał generalnie pozytywne recenzje od krytyków. Zadebiutował jako numer jeden w Australii, Austrii, Belgii, Holandii, Francji, Niemczech, Irlandii, Nowej Zelandii, Polsce, Szkocji, Szwecji, Szwajcarii i Wielkiej Brytanii. Dotarł również do pierwszej dziesiątki w jedenastu innych krajach, w tym w Stanach Zjednoczonych, Kanadzie, Włoszech i Hiszpanii.

### Życie prywatne
Od 2015 związany jest z Cherry Seaborn, z którą zaręczył się pod koniec 2017. W styczniu 2019 roku Ed i Cherry wzięli ślub.
W 2021 Ed Sheeran został sponsorem i honorowym piłkarzem brytyjskiego klubu Ipswich Town.
W 2020 został ojcem córki, którą nazwał Lyra Antarctica Seaborn Sheeran, a w 2022 roku przyszła na świat jego druga córka Jupiter Seaborn Sheeran.

## Dyskografia

### Albumy studyjne
- + (2011)
- x (2014)
- ÷ (2017)
- No 6. Collaborations Project (2019)
- = (2021)
- - (2023)
- Autumn Variations (2023)

## Filmografia

### Filmy
- 2015: Jumpers for Goalposts jako on sam (film koncertowy)
- 2016: Bridget Jones 3 jako on sam
- 2018: Songwriter jako on sam (film dokumentalny)
- 2019: Yesterday jako on sam
- 2021: Red Notice jako on sam

### Seriale
- 2014: Shortland Street jako on sam
- 2015: Posłaniec gniewu jako Sir Cormac
- 2015: Nierandkowalni jako on sam
- 2015: Zatoka serc jako on sam
- 2017: Gra o Tron jako żołnierz rodu Lannisterów
- 2023: Ed Sheeran: muzyka i cała reszta jako on sam (serial dokumentalny)

## Odznaczenia
- Order Imperium Brytyjskiego (2017) „za służbę dla muzyki i dobroczynności”[26]